# Гороховатка (Боровский район)
Горохова́тка (укр. Гороховатка) — село в Изюмском районе Харьковской области Украины.
До 17 июля 2020 года входило в Боровской район Харьковской области и являлось административным центром Гороховатского сельского совета в который, кроме того входили сёла Бахтин и Голубовка.
Код КОАТУУ — 6321081501. Население по переписи 2001 года составляло 557 человек, из которых 246 — мужчины и 311 — женщины.

## География
Село Гороховатка находится в месте впадения реки Гороховатка в Оскольское водохранилище (река Оскол). Через водохранилище есть мост. Выше по течению расположено село Гавриловка. Ниже по течению примыкает село Бахтин. Севернее села расположен Кучеровский лес.
Через село проходит автомобильная дорога Т-2109.

## Этимология названия
Утверждают, что название произошло от слияния двух слов — в «горах ховаться» (то есть прятаться).
В связи с переименованием в 2005 году села с Горохуватка на Гороховатка в документации часто происходит путаница.

## История
Село было основано в 1670 году и сначала было городом Острополье. Основал город полковник Григорий Донец. Позже Острополье вошло в состав Изюмской черты. В 1683 году зафиксировано новое название города — «Гороховец», что возникло от одноименной речки. Новое название «Гороховатка» вытеснило старое название «Острополье» в начале XVIII века
В 2005 году переименовано с «Горохуватка» на «Гороховатка».
17 июля 2020 года Верховной Радой принято новое деление регионов на районы за счёт объединения бывших городских советов (областного значения) и бывших районов в укрупнённые районы. Гороховатка стала частью Изюмского района.

## Экономика
В селе есть молочно-товарная, свино-товарная и овце-товарная фермы, машинно-тракторные мастерские, а также производственный сельскохозяйственный кооператив «Родина».

## Объекты социальной сферы
- Гороховатская школа І-ІІІ ст.

## Достопримечательности
Достопримечательностями села считаются курган Скорбные могилы, поселение салтовской культуры (периода VIII—X веков), а также братская могила советских воинов и памятный знак воинам, родившимся в этом селе.
По соседству с Гороховаткой находился Гороховатский монастырь (до наших дней не сохранился).

## Известные жители
- Шутько, Егор Иосифович